# Černá kniha globalizace
Černá kniha globalizace (Illicit: How Smugglers, Traffickers and Copycats are Hijacking the Global Economy) je knihou Moisese Naíma vydaná v roce 2005. Autor v ní popisuje negativní společenské jevy spojené s rozvojem globální ekonomiky, například organizovaný zločin, korupci nebo obchodování s lidmi. V roce 2008 byla kniha přeložena do češtiny.